# Campeonato de los Cuatro Continentes de Patinaje Artístico sobre Hielo de 2001

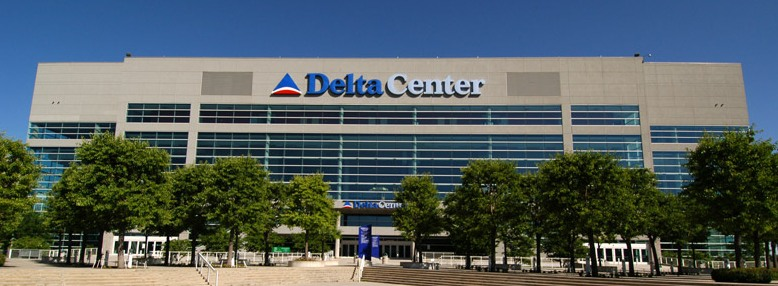
Lugar donde tuvo lugar la competición

El III Campeonato de los Cuatro Continentes de Patinaje Artístico sobre Hielo se realizó en Salt Lake City (Estados Unidos) entre el 7 y el 10 de febrero de 2001. Fue organizado por la Unión Internacional de Patinaje sobre Hielo (ISU) y la Asociación Estadounidense de Patinaje sobre Hielo.
Las competiciones se efectuaron en el Delta Center. Participaron en total 106 patinadores de 14 países.

## Resultados

### Masculino
| Puesto | Nombre        | País           | Puntos |
| ------ | ------------- | -------------- | ------ |
| Oro    | Chengjiang Li | China          | 2,0    |
| Plata  | Takeshi Honda | Japón          | 4,0    |
| Bronce | Michael Weiss | Estados Unidos | 5,5    |

### Femenino
| Puesto | Nombre           | País           | Puntos |
| ------ | ---------------- | -------------- | ------ |
| Oro    | Fumie Suguri     | Japón          | 2,0    |
| Plata  | Angela Nikodinov | Estados Unidos | 5,0    |
| Bronce | Yoshie Onda      | Japón          | 5,5    |

### Parejas
| Puesto | Nombre                       | País           | Puntos |
| ------ | ---------------------------- | -------------- | ------ |
| Oro    | Jamie Sale / David Pelletier | Canadá         | 1,5    |
| Plata  | Xue Shen / Hongbo Zhao       | China          | 3,0    |
| Bronce | Kyoko Ina / John Zimmerman   | Estados Unidos | 4,5    |

### Danza en hielo
| Puesto | Nombre                                 | País           | Puntos |
| ------ | -------------------------------------- | -------------- | ------ |
| Oro    | Shae Lynn Bourne / Victor Kraatz       | Canadá         | 2,0    |
| Plata  | Naomi Lang / Peter Tchernyshev         | Estados Unidos | 3,5    |
| Bronce | Marie France Dubreuil / Patrice Lauzon | Canadá         | 4,5    |

## Medallero
| Núm. | País           | Oro | Plata | Bronce | Total |
| ---- | -------------- | --- | ----- | ------ | ----- |
| 1    | Canadá         | 2   | 0     | 1      | 3     |
| 2    | Japón          | 1   | 1     | 1      | 3     |
| 3    | China          | 1   | 1     | 0      | 2     |
| 4    | Estados Unidos | 0   | 2     | 2      | 4     |

- Datos: Q2606366